# Fahr D 132
Der Fahr D 132 ist ein Traktormodell des deutschen Herstellers Fahr, das von 1960 bis 1961 gebaut wurde. Dieser Traktor war Teil der sogenannten Europa-Reihe, die aus einer Arbeitsgemeinschaft zwischen Fahr und Güldner entstanden war. Güldner in Aschaffenburg produzierte das nahezu baugleiche Modell von 1960 bis 1963 unter der Bezeichnung Güldner A 2 Tessin.
Angeboten wurde der Schlepper mit luftgekühltem und wassergekühltem Motor. Beide Hersteller ergänzten bei der Modellbezeichnung je nach Motorvariante ein „L“ oder „W“. Im Rahmen der vertraglichen Vereinbarung der Arbeitsgemeinschaft wurde das Modell im Güldner-Werk in Aschaffenburg gebaut und von beiden Herstellern unter der Eigenbezeichnung verkauft. Die Modelle sind praktisch baugleich; lediglich die Motorhaube und die Farbgebung sind unterschiedlich. Fahr verkaufte von der wassergekühlten Version 640 und von der luftgekühlten Version 410 Stück.

## Modellgeschichte
Vor dem Hintergrund rückläufiger Verkaufszahlen von Traktoren infolge einer Marktsättigung Ende der 1950er Jahre entstand eine vertragliche Allianz von Güldner und Fahr. Gemeinsam entwickelten sie die sogenannte Europa-Reihe, wobei Güldner die Schlepper bis 20 PS und Fahr die leistungsstärkeren Schlepper herstellte.
Grundlage für den D 132 und den A 2 Tessin bildeten der luftgekühlte Fahr D 130 von 1954 (6945 Stück gebaut) und der wassergekühlte Fahr D 135 von 1957 (947 Stück gebaut). Beide Modelle wurden in der Europa-Reihe zusammengefasst und mit einer Leistungserhöhung von 17 auf 20 PS als Fahr D 131 L bzw. W (745 Exemplare gebaut) und Güldner A 2 D bzw. A 2 DL 1958 auf den Markt gebracht. 1960 folgte die Neuauflage als D 132 L bzw. W und A 2 L bzw. W Tessin. Die Motorisierung blieb gegenüber den Vorgängermodellen von 1958 unverändert, die Portalbauweise wurde jedoch aufgegeben.
Die Produktion des D 132 lief bis zur Einstellung der Traktorherstellung bei Fahr im Jahr 1961. Güldner baute den Schlepper bis 1963 weiter und ersetzte ihn dann durch das Nachfolgemodell G 25. In der Grundausstattung kostete der Güldner A 2 Tessin 8055 DM.

## Technische Daten
Die Schlepper waren mit einem luft- oder wassergekühlten Zweizylinder-Viertakt-Dieselmotor mit 1305 cm³ Hubraum und einer Motorleistung von 20 PS erhältlich. Das Getriebe ist bei beiden Varianten ein ZF-Schaltgetriebe vom Typ A 205 mit acht Vorwärtsgängen und vier Rückwärtsgängen. Vorn haben die Schlepper Reifen der Größe 4.50-16 und 10-28 hinten. Der Radstand beträgt 1850 mm. Die Schlepper sind ungefähr 3080 mm lang, 1520 mm breit und 1385 mm hoch. Das Gewicht liegt bei rund 1360 kg und die Höchstgeschwindigkeit beträgt etwa 20 km/h. Auf Wunsch waren die Schlepper gegen Aufpreis mit Dreipunkt-Kraftheber erhältlich.